# 1960 a jogalkotásban
1960-ban az alábbi jogszabályokat alkották meg:

## Magyarország

### Törvények (4)
- 1960. évi I. törvény 	 a Magyar Népköztársaság 1960. évi költségvetéséről
- 1960. évi II. törvény 	 a Magyar Népköztársaság 1959. évi költségvetésének végrehajtásáról
- 1960. évi III. törvény 	 a bányászatról
- 1960. évi IV. törvény 	 a honvédelemről

### Törvényerejű rendeletek (29)
- Forrás: Törvényerejű rendeletek teljes listája (1949–1989)
- 1960. évi 1. tvr. a mezőgazdasági lakosság általános jövedelemadójáról szóló tvr-ek módosításáról (jan. 16.)
- 1960. évi 2. tvr. a férjezett nők állampolgárságáról szóló, New-Yorkban, 1957. évi február hó 20. napján kelt nemzetközi egyezmény kihirdetéséről (jan. 23.)
- 1960. évi 3. tvr. a Magyar Népköztársaság és a Finn Köztársaság között Budapesten az 1959. évi június hó 10. napján kötött kulturális egyezmény kihirdetéséről (jan. 23.)
- 1960. évi 4. tvr. a Magyar Népköztársaság Kormánya és a Szovjet Szocialista Köztársaságok Szövetségének Kormánya között az egészségügy és orvostudomány terén való együttműködésről Budapesten 1959. évi április hó 17. napján aláírt egyezmény kihirdetéséről (febr. 6.)
- 1960. évi 5. tvr. a Magyar Népköztársaság és a Lengyel Népköztársaság között a polgári, családjogi és bűnügyi jogsegély tárgyában, Budapesten, 1959. évi március hó 6. napján aláírt szerződés kihirdetéséről (febr. 6.)
- 1960. évi 6. tvr. a bíróságok népi ülnökeinek választásáról (febr. 28.)
- 1960. évi 7. tvr. a Magyar Népköztársaság Kormánya és az Iraki Köztársaság Kormánya között Budapesten, 1959. évi április hó 11. napján aláírt kulturális egyezmény kihirdetéséről (márc. 3.)
- 1960. évi 8. tvr. a mezőgazdasági termelőszövetkezetről és a termelőszövetkezeti csoportról szóló 1959. évi 7. tvr. módosításáról és kiegészítéséről (márc. 21.)
- 1960. évi 9. tvr. a népi ellenőrzésről szóló 1957. évi VII. törvény módosításáról (márc. 21.)
- 1960. évi 10. tvr. részleges közkegyelem gyakorlásáról és a közbiztonsági őrizet megszüntetéséről (ápr. 1.)
- 1960. évi 11. tvr. a polgári törvénykönyv hatálybalépéséről és végrehajtásáról (ápr. 12.)
- 1960. évi 12. tvr. a polgári törvénykönyv által érintett egyes jogszabályok módosításáról, illetőleg kiegészítéséről (ápr. 12.)
- 1960. évi 13. tvr. a Magyar Népköztársaság és a Német Demokratikus Köztársaság között, a szociálpolitika terén történő együttműködés tárgyában Budapesten az 1960. évi január hó 30. napján kötött egyezmény kihirdetéséről (máj. 24.)
- 1960. évi 14. tvr. egyes bűncselekmények kisebb jelentőségű eseteinek szabálysértéssé nyilvánításáról (jún. 1.)
- 1960. évi 15. tvr. a Magyar Népköztársaság Kormánya és a Bolgár Népköztársaság Kormánya között Budapesten, 1958. évi március hó 13. napján az állategészségügy terén történő együttműködésről kötött egyezmény, továbbá az állatok, állati termékek és a fertőző betegségek terjesztésére alkalmas tárgyak behozataláról, kiviteléről és átviteléről létrejött megállapodás kihirdetéséről (jún. 7.)
- 1960. évi 16. tvr. a Kölcsönös Gazdasági Segítség Tanácsa Szófiában, 1959. évi december hó 14. napján aláírt alapokmányának kihirdetéséről (jún. 10.)
- 1960. évi 17. tvr. a Kölcsönös Gazdasági Segítség Tanácsának jogképességéről, kiváltságairól és mentességeiről szóló, Szófiában, 1959. évi december hó 14. napján aláírt egyezmény kihirdetéséről (jún. 10.)
- 1960. évi 18. tvr. a mezőgazdasági termelőszövetkezetről és a termelőszövetkezeti csoportról szóló 1959. évi 7. tvr. kiegészítéséről (jún. 14.)
- 1960. évi 19. tvr. az Ottawában, 1957. október 3-án aláírt Egyetemes Postaegyezmény kihirdetéséről (júl. 17.)
- 1960. évi 20. tvr. a Magyar Népköztársaság és a Jugoszláv Szövetségi Népköztársaság Kormánya között a növényvédelemről Budapesten, 1957. évi december hó 6. napján aláírt egyezmény kihirdetéséről (szept. 1.)
- 1960. évi 21. tvr. a gépjármű alkatrészek és tartozékok minőségének jóváhagyására vonatkozó egységes feltételek elfogadásáról és a minőségi jóváhagyás kölcsönös elismeréséről szóló, Genfben 1958. március 20-án aláírt többoldalú nemzetközi egyezmény kihirdetéséről (szept. 2.)
- 1960. évi 22. tvr. a mezőgazdasági nagyüzemi gazdálkodásra alkalmas területek kialakításáról szóló 1959. évi 24. tvr. kiegészítéséről és módosításáról (szept. 2.)
- 1960. évi 23. tvr. a Magyar Népköztársaság Kormánya és a Német Demokratikus Köztársaság Kormánya között a kulturális és tudományos együttműködés tárgyában Budapesten, 1959. évi december hó 19. napján kötött egyezmény kihirdetéséről (szept. 22.)
- 1960. évi 24. tvr. a Magyar Tudományos Akadémiáról (okt. 15.)
- 1960. évi 25. tvr. a Magyar Népköztársaság és az Albán Népköztársaság között a polgári, családjogi és bűnügyi jogsegély tárgyában Tiranában 1960. évi január hó 12. napján aláírt szerződés kihirdetéséről (okt. 19.)
- 1960. évi 26. tvr. a tanácsok községfejlesztési munkájára vonatkozó egyes rendelkezések módosításáról és kiegészítéséről (nov. 22.)
- 1960. évi 27. tvr. a vágóállatok forgalmával és levágásával, valamint a hús és húskészítmények forgalmával kapcsolatos szabálysértések címén kiszabható pénzbírság mértékének megállapításáról (dec. 19.)
- 1960. évi 28. tvr. a Magyar Népköztársaság Kormánya és a Bolgár Népköztársaság Kormánya között az egészségügyi együttműködés tárgyában Budapesten, az 1959. évi április hó 3. napján aláírt egyezmény kihirdetéséről (dec. 20.)
- 1960. évi 29. tvr. a vízgazdálkodási társulatokról (dec. 31.)

### Kormányrendeletek
- 1/1960. (I. 1.) Korm. rendelet 	 a kisiparosok által állami szervek részére végezhető építési munkákról
- 2/1960. (I. 6.) Korm. rendelet 	 a művelődési otthonokról
- 3/1960. (I. 10.) Korm. rendelet 	 a lakbérpótlékról, az albérleti és ágybérleti díjakról
- 4/1960. (II. 4.) Korm. rendelet 	 a 295/1950. (XII. 23.) MT rendelet módosításáról
- 5/1960. (II. 11.) Korm. rendelet 	 a raktárgazdálkodással kapcsolatos díjmegállapításoknak az Országos Árhivatal hatáskörébe utalásáról
- 6/1960. (II. 14.) Korm. rendelet 	 a mezőgazdasági termelőszövetkezeti tagok öregségi és munkaképtelenségi járadékáról
- 7/1960. (II. 14.) Korm. rendelet 	 a mezőgazdasági öregségi járadékok felemeléséről
- 8/1960. (II. 14.) Korm. rendelet 	 az élelmiszerek és italok előállításáról és forgalmáról szóló 1958. évi 27. törvényerejű rendelet végrehajtása tárgyában kibocsátott 50/1958. (IX. 6.) Korm. rendelet módosításáról
- 9/1960. (II. 14.) Korm. rendelet 	 a 4342/1949. (XII. 8.) MT rendelet hatályon kívül helyezéséről
- 10/1960. (II. 20.) Korm. rendelet 	 a tehergépjárművek közúti forgalmának szabályozásáról rendelkező 4215/1949. (IX. 3.) Korm. rendelet kiegészítéséről
- 11/1960. (III. 13.) Korm. rendelet 	 a Magyar Testnevelési és Sport Tanács létesítéséről szóló 1958. évi 4. tvr. végrehajtása tárgyában kiadott 4/1958. (I. 12.) Korm. rendelet módosításáról
- 12/1960. (III. 20.) Korm. rendelet 	 a Nagy Októberi Szocialista Forradalom évfordulójának, november 7-ének munkaszüneti nappá nyilvánításáról
- 13/1960. (III. 22.) Korm. rendelet 	 a népi ellenőrzésről szóló 1957. évi VII. törvény végrehajtásáról szóló 6/1958. (I. 18.) Korm. rendelet módosításáról
- 14/1960. (III. 24.) Korm. rendelet 	 üzemrendészeti szervek szervezéséről
- 15/1960. (III. 24.) Korm. rendelet 	 magyar állampolgárok egyes külföldi munkáltatók alkalmazásába lépésének engedélyhez kötéséről
- 16/1960. (III. 27.) Korm. rendelet 	 a községfejlesztési hozzájárulás elszámolásáról
- 17/1960. (IV. 13.) Korm. rendelet 	 a Vasúti Árufuvarozás Szabályzatának módosításáról
- 18/1960. (IV. 13.) Korm. rendelet 	 a talált dolgok tekintetében követendő eljárásról
- 19/1960. (IV. 13.) Korm. rendelet 	 a felsőoktatási intézmények levelező és esti tagozatain továbbtanuló dolgozók kedvezményeiről
- 20/1960. (IV. 17.) Korm. rendelet 	 az állami tulajdonban álló, bérbeadás útján hasznosított ingatlanok kezeléséről
- 21/1960. (V. 1.) Korm. rendelet 	 a dolgozók ipari technikumain folytatott tanulmányokról
- 22/1960. (V. 8.) Korm. rendelet 	 a Vasúti Személy-, Útipoggyász- és Expresszáru-fuvarozás Szabályzatának módosításáról
- 23/1960. (V. 8.) Korm. rendelet 	 a Hajózás Árufuvarozási Szabályzatának módosításáról
- 24/1960. (V. 10.) Korm. rendelet 	 a szerződéses növénytermelés, állatnevelés és hizlalás, valamint terményértékesítés egyes kérdéseinek szabályozásáról
- 25/1960. (V. 15.) Korm. rendelet 	 a mezőgazdasági termelőszövetkezeti tagok öregségi és munkaképtelenségi járadékáról szóló 6/1960. (II. 14.) Korm. rendelet módosításáról
- 26/1960. (V. 21.) Korm. rendelet 	 a Gépjármű Fuvarozási Szabályzat kiadásáról
- 27/1960. (V. 24.) Korm. rendelet 	 a növényvédelem egyes kérdéseinek szabályozásáról
- 28/1960. (VI. 1.) Korm. rendelet 	 a nagyfrekvenciás berendezések gyártásával és üzembentartásával kapcsolatos szabálysértésről
- 29/1960. (VI. 7.) Korm. rendelet 	 a kazánok és egyes nyomástartó berendezések hatósági felügyelet alá helyezéséről
- 30/1960. (VI. 7.) Korm. rendelet 	 az állami, szövetkezeti szervek elhelyezésére szolgáló helyiségek, valamint a központi fűtéses lakóházak fűtése
- 31/1960. (VI. 14.) Korm. rendelet 	 a termelőszövetkezeti tagok háztáji gazdaságában átmenetileg tartható állatállományról
- 32/1960. (VI. 22.) Korm. rendelet 	 a továbbképzésben résztvevő mérnökök kedvezményeiről
- 33/1960. (VI. 22.) Korm. rendelet 	 az általános jövedelemadóról szóló 13.400/1948. (1949. I. 7.) Korm. rendelet módosításáról
- 34/1960. (VI. 29.) Korm. rendelet 	 a gépjárművek adókötelezettségéről szóló 4135/1949. (VII. 5.) Korm. rendelet módosításáról
- 35/1960. (VII. 24.) Korm. rendelet mikroorganizmusoknak szabadalmi bejelentéssel kapcsolatos letétbe helyezéséről
- 36/1960. (VIII. 7.) Korm. rendelet 	 a vagyonkezeléssel megbízott termelőszövetkezeti tagok anyagi felelősségéről
- 37/1960. (VIII. 7.) Korm. rendelet 	 a növényi kártevők elleni védekezés fokozott előmozdításáról szóló 43/1957. (VII. 23.) Korm. rendelet egyes rendelkezéseinek kiegészítéséről
- 38/1960. (VIII. 28.) Korm. rendelet 	 a lakbérpótlékról, az albérleti és ágybérleti díjakról szóló 3/1960. (I. 10.) Korm. rendelet egyes rendelkezéseinek kiegészítéséről
- 39/1960. (VIII. 30.) Korm. rendelet 	 a felsőoktatási intézmények dolgozóinak bérrendezéséről szóló 26/1956. (IX. 2.) MT rendelet hatályon kívül helyezéséről
- 40/1960. (VIII. 30.) Korm. rendelet 	 a gépjárművek kötelező szavatossági biztosításáról szóló 30/1959. (V. 10.) Korm. rendelet módosításáról
- 41/1960. (IX. 1.) Korm. rendelet 	 a mezőgazdasági termelőszövetkezetekben munkát vállaló nyugdíjas szakemberek kedvezményeiről, valamint a termelőszövetkezeti tagok betegellátásával és nyugdíjbiztosításával összefüggő egyes kérdések rendezéséről
- 42/1960. (IX. 1.) Korm. rendelet 	 a gümőkór elleni küzdelem továbbfejlesztéséről
- 43/1960. (IX. 25.) Korm. rendelet 	 az egyetemi és főiskolai hallgatók munkaviszonyba lépésének szabályozásáról szóló 35/1952. (V. 4.) MT rendelet kiegészítéséről
- 44/1960. (IX. 25.) Korm. rendelet 	 a mezőgazdasági termékek szállítására vonatkozó rendelkezések módosításáról
- 45/1960. (X. 6.) Korm. rendelet 	 a hirdetési jog egységes szabályozása tárgyában kiadott 1670/1949. (II. 24.) Korm. rendelet módosításáról
- 46/1960. (X. 13.) Korm. rendelet 	 a néphadseregből, illetőleg a fegyveres és a rendészeti testületekből kivált személyek betegségi ellátásáról
- 47/1960. (X. 20.) Korm. rendelet 	 a közületi szervek elhelyezéséről
- 48/1960. (X. 25.) Korm. rendelet 	 a háziipari és népi iparművészeti tevékenység rendezéséről szóló 34/1953. (VII. 7.) MT rendelet módosításáról
- 49/1960. (XI. 10.) Korm. rendelet 	 az általános jövedelemadóról
- 50/1960. (XI. 18.) Korm. rendelet 	 a mérésügyről
- 51/1960. (XI. 20.) Korm. rendelet 	 a tárókkal való gazdálkodásról szóló 14/1959. (III. 18.) Korm. rendelet módosításáról
- 52/1960. (XI. 22.) Korm. rendelet 	 a tanácsok községfejlesztési munkájára vonatkozó egyes rendelkezések végrehajtásáról
- 53/1960. (XI. 22.) Korm. rendelet 	 a lakbérpótlékról, az albérleti és ágybérleti díjakról szóló 3/1960. (I. 10.) Korm. rendelet módosításáról
- 54/1960. (XI. 27.) Korm. rendelet 	 a telekkönyvről
- 55/1960. (XII. 22.) Korm. rendelet 	 a börtönből szabadult személyek munkába állításáról
- 56/1960. (XII. 31.) Korm. rendelet 	 Felsőfokú Épületgépészeti Technikum létesítéséről
- 57/1960. (XII. 31.) Korm. rendelet 	 a mezőgazdasági lakosság általános jövedelemadója 1961. évi tételeinek megállapításáról

### Miniszteri rendeletek
- 1/1960. (IV. 13.) IM rendelet  A holtnak nyilvánítási, valamint a halál tényének megállapításával kapcsolatos eljárásról
- 1/1960. (VII. 22.) KkM-KPM együttes rendelet az 1957. évi 30. törvényerejű rendelettel kihirdetett „A magánhasználatra szolgáló vízijárművek és légijárművek ideiglenes behozatalára vonatkozó vámegyezmény” végrehajtásáról
- 8/1960. (IX. 1.) EüM rendelet a külföldön szerzett középfokú egészségügyi szakképesítést igazoló oklevelek honosításáról
- 13/1960. (XI. 3.) PM rendelet az 1960. évi földadófizetési kötelezettségnek búza helyett egyéb terményekkel való teljesítéséről, illetőleg pénzben történő lerovásáról szóló 9/1960. (VII.1.) PM rendelet módosításáról
- 2/1960. (XII. 25.) IM rendelet a telekkönyvről szóló 54/1960. (XI. 27.) Korm. rendelet végrehajtásáról